# Rodela

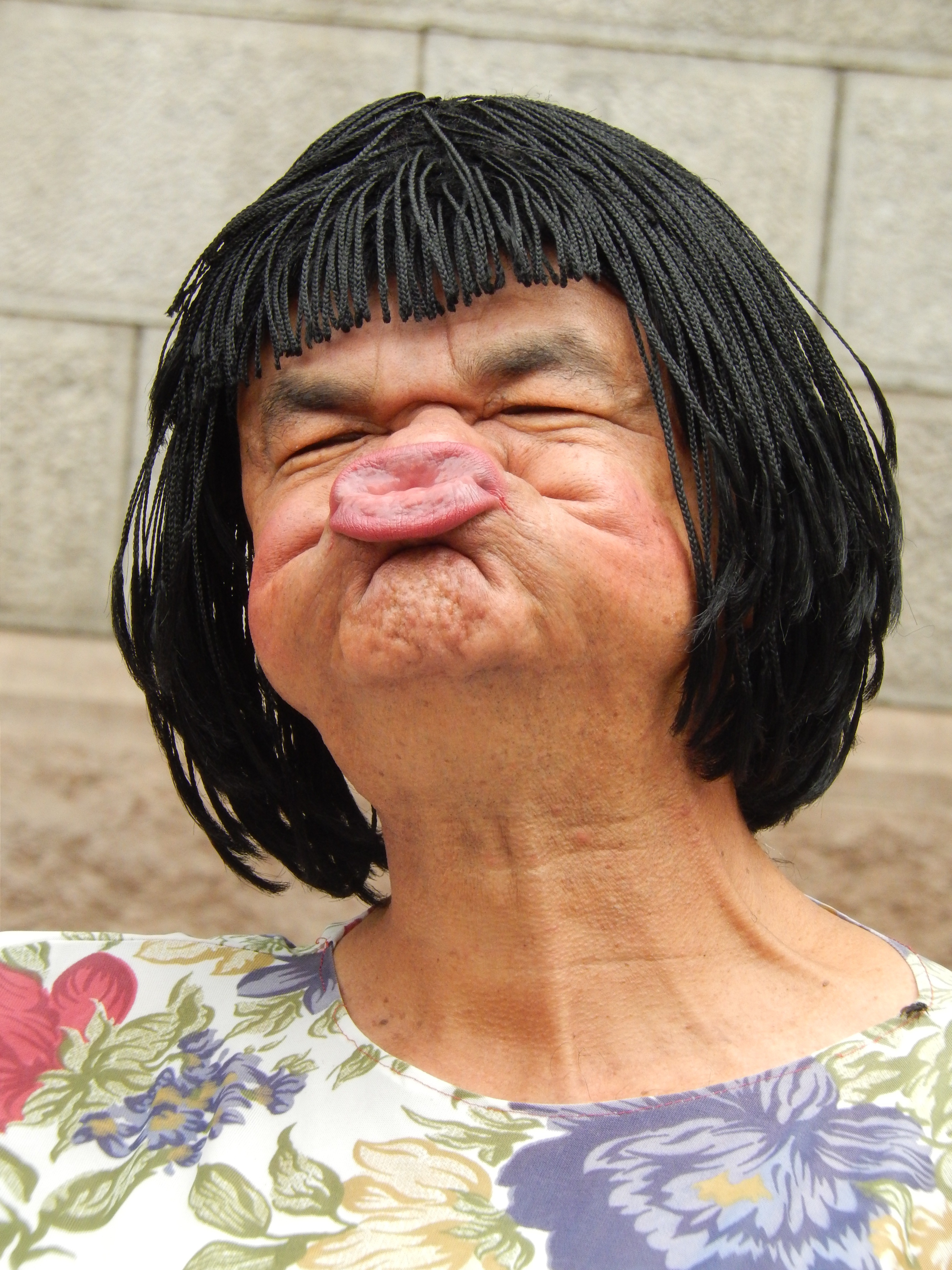
Rodela, 2014

Rodela, eigentlich Luiz Carlos Ribeiro (* 1954 in Rio de Janeiro, Brasilien; † 2. Dezember 2020 in São Paulo, Brasilien), war ein brasilianischer Komiker. Er war als Straßen- und Fernsehkomiker landesweit bekannt.

## Leben
Luiz Carlos Ribeiro, der die ersten fünf Jahre seines Lebens in Recife lebte, wurde 1992 als Komiker und Humorist landesweit bekannt. Mit der Kunstfigur Rodela, einem Menschen mit Perücke, Frauenkleidern und urkomischen Grimassen, erschreckte er Leute auf den Straßen São Paulos, hatte aber auch zahlreiche Fernsehauftritte als Komiker bei TV Record und 1997 seine eigene Sendung Ratinho Livre. Er konnte auf eine mehr als 25-jährige Fernseh- und Humorkarriere zurückblicken. A Praça de Nossa und Show de Tom waren weitere Fernsehsendungen, an denen er regelmäßig teilnahm.
Ende November 2020 wurde er mit Symptomen von COVID-19 in São Paulo ins Krankenhaus eingeliefert, wo er mit 66 Jahren an Corona-Komplikationen starb.